# Eric van der Linden
Eric van der Linden (Schagen, 17 de abril de 1974) es un deportista neerlandés que compitió en triatlón. Ganó dos medallas de bronce en el Campeonato Europeo de Triatlón, en los años 2000 y 2001.

## Palmarés internacional
| Campeonato Europeo | Campeonato Europeo             | Campeonato Europeo | Campeonato Europeo |
| Año                | Lugar                          | Medalla            | Prueba             |
| ------------------ | ------------------------------ | ------------------ | ------------------ |
| 2000               | Stein (Países Bajos)           | Medalla de bronce  | Individual         |
| 2001               | Karlovy Vary (República Checa) | Medalla de bronce  | Individual         |